# 市道188號
市道188號（五甲－竹田，屏東縣境內路段稱縣道188號），是位於臺灣高雄市、屏東縣兩縣市之間的東西向市（縣）道。西起高雄市鳳山區一甲，東至屏東縣竹田鄉下港尾，全長共計22.059公里（公路總局資料）；起點雖標示為五甲，但路線完全未進入五甲境內，實際起點位於一甲。全線除起點至五甲交流道路段外，其餘皆位於台88線下方，為台88線的側車道。
- 市道188號終點。

## 歷史沿革
- 縣道188號早年於1961年公告，起訖點為高雄－高樹，全長49.149公里。
- 1976年高雄－左營段併入今台17線濱海公路之路段，起點改至左營大路、實踐路口。
- 1993年台灣公路第三次整編時，將楠梓－高樹段調整為今台22線，左營－楠梓段解編為市區道路，而完全撤銷此編號。
- 2004年1月10日，台88線與為連結地區交通沿高架橋下鋪設的平面道路全線通車。2005年3月29日，由行政院公告編號為縣道188號。
- 2013年起高雄市部份解編，改制為市道188線；屏東縣部份則不變。

## 行經行政區域
| 高雄市                                           | 鳳山區 | 一甲       | 0.000  | 市道183號            | 公路起點                     |
| 高雄市                                           | 鳳山區 | 五甲交流道 | 0.220  | 國道一號             | 國道一號僅設北出南入         |
| 高雄市                                           | 鳳山區 | 一甲       | －     | （地區道路）         |                              |
| 高雄市                                           | 鳳山區 | 一甲       | －     | 高69線               | 高69線終點                   |
| 高雄市                                           | 鳳山區 | 牛寮       | －     | 高69線               | （同上）                     |
| 高雄市                                           | 鳳山區 | －         |        |                      |                              |
| 高雄市                                           | 鳳山區 | 過埤       | －     | （地區道路）         |                              |
| 高雄市                                           | 鳳山區 | 頂         | －     | （地區道路）         |                              |
| 高雄市                                           | 鳳山區 | 鳳山交流道 | 2.380  | 台88線 · 市道183甲線 |                              |
| 高雄市                                           | 鳳山區 | 田中央     | －     | （地區道路）         |                              |
| 高雄市                                           | 鳳山區 | 頂         | －     | （地區道路）         |                              |
| 高雄市                                           | 大寮區 | 拷潭       | －     | 高71線               | 與高71線共線起點             |
| 高雄市                                           | 大寮區 | 拷潭       | －     | 高71線 · 高72線      | 高72線起點                   |
| 高雄市                                           | 大寮區 | 拷潭       | －     | 高71線               | 與高71線共線終點             |
| 高雄市                                           | 大寮區 | 大寮交流道 | 7.205  | 台88線 · 台25線      |                              |
| 高雄市                                           | 大寮區 | 大寮市區   | －     | 高75線               | 與高75線共線起點             |
| 高雄市                                           | 大寮區 | 大寮市區   | －     | 高75線               | 與高75線共線終點             |
| 高雄市                                           | 大寮區 | 大寮市區   | －     |                      |                              |
| 高雄市                                           | 大寮區 | 大寮市區   | －     | 高72線               | 高72線終點                   |
| 高雄市                                           | 大寮區 | 上寮       | －     | 高72線               | （同上）                     |
| 高雄市                                           | 大寮區 | 大發交流道 | 9.900  | 台88線               |                              |
| 高雄市                                           | 大寮區 | 上寮       | －     | 台29線               | 僅設東出西入                 |
| 高雄市                                           | 大寮區 | 大寮市區   | －     | 台29線               | 僅設東出西入                 |
| － 與台88線共構，跨越台29線、高屏溪、縣道189甲線 |        |            |        |                      |                              |
| 屏東縣                                           | 萬丹鄉 | 崙頂       | 13.000 | 縣道189甲線          | 僅設東出西入 縣道189甲線終點 |
| 屏東縣                                           | 萬丹鄉 | 崙頂       | －     | 屏50線               |                              |
| 屏東縣                                           | 萬丹鄉 | 崙頂       | －     |                      |                              |
| 屏東縣                                           | 萬丹鄉 | 崙頂       | －     | 屏52-1線             |                              |
| 屏東縣                                           | 萬丹鄉 | 崙頂       | －     | 屏53線               | 0                            |
| 屏東縣                                           | 萬丹鄉 | 田厝       | －     | 屏53線               | 0                            |
| 屏東縣                                           | 萬丹鄉 | 田厝       | －     | （無）               |                              |
| 屏東縣                                           | 萬丹鄉 | 崙頂       | －     | （地區道路）         |                              |
| 屏東縣                                           | 萬丹鄉 | 後村       | －     | （地區道路）         |                              |
| 屏東縣                                           | 萬丹鄉 | 下社皮     | －     | 屏53線 · 屏56線      |                              |
| 屏東縣                                           | 萬丹鄉 | 下社皮     | －     | 屏56線               |                              |
| 屏東縣                                           | 萬丹鄉 | 萬丹交流道 | 16.100 | 台88線 · 台27線      |                              |
| 屏東縣                                           | 萬丹鄉 | 新庄子     | －     | 屏59線               |                              |
| 屏東縣                                           | 萬丹鄉 | 新庄子     | －     | 屏56線               |                              |
| 屏東縣                                           | 竹田鄉 | 六份       | －     | 屏81線               |                              |
| 屏東縣                                           | 竹田鄉 | 下港尾     | 22.059 | 縣道189號            | 公路終點                     |
| 共線 半套匝道                                    |        |            |        |                      |                              |

## 沿線路名
| 高雄市路段 - 南華路 - 過埤路 - 內坑路 - 大寮路 | 屏東縣路段 - 萬順路 - 鳳新路 |

## 沿線設施與景點
| 高雄市路段 - 五甲交流道（ 國道一號） - 鳳山交流道（ 台88線） - 高雄市鳳山區過埤國民小學 - 法務部矯正署高雄女子監獄 - 大寮交流道（ 台88線） - 大發交流道（ 台88線） - 大發工業區 - 和發產業園區 | 屏東縣路段 - 萬丹交流道（ 台88線） |

## 外部連結
- OpenStreetMap上有關市道188號的地理